# سلام (محافظة ضرية)
سلام هو مركزٌ سعوديٌ تابعٌ لمحافظة ضرية التابعة لمنطقة القصيم، في المملكة العربية السعودية. المركز من الفئة (أ)، ورمزه 1873 حسب دليل الترميز الموحد للمناطق الإدارية بالمملكة العربية السعودية.